# 北平臨時大學
北平臨時大學是1945年8月日本二戰投降之后，中华民国教育部在北平设立的大学，用以甄審沦陷区的大学生。

## 简史
抗日戰爭時，汪精卫政权所屬的公立大學，被蔣介石領導的國民黨人士稱為汪偽政權大學，簡稱偽大學，有伪北京大学、伪交通大学等。
中华民国教育部於1945年9月下令解散伪北京大学、伪中央大学和伪交通大学，頒布《淪陷區專科以上學校學生、畢業生甄審辦法》（或稱《偽專科以上學校學生、畢業生甄審辦法》），並於10月中旬，在北平、天津、上海、南京設立臨時大學補習班，令原淪陷區在校生先補習再進行考試，至於已畢業的學生則需補交論文以及蔣中正所著的《中國之命運》閱讀心得報告 ，經審核通過方獲合格證書。此舉被認為有歧視淪陷區學生之意，引起淪陷區民眾極大反彈，最後教育部取消甄審考試，改臨時大學補習班為臨時大學，以收容尚未畢業的在學生。1946年國立北京大學復校，接收北平臨時大學補習班第一、二、三、四、六分班。第五分班改為國立北洋大學北平部，1947年國立北洋大學北平部亦併入國立北京大學。第七分班接受伪“国立北京师范大学”学生，经甄审合格者编入国立北平师范学院。

## 与天津大学的渊源
1946年初，教育部正式下令恢复国立北洋大学，着力在天津西沽北洋大学原址复校。此后，泰顺北洋工学院、北洋工学院西京分院、国立西北工学院三校师生先后返津参加复校。理学院院长陈荩民接受“北平臨時大學補習班第五分班”，建立国立北洋大学北平部。1947年5月，国民政府教育部要求北洋大学北平部迁往天津，遭到学生的强烈反对。8月，北洋大学北平部被北平大学的接收。